# It Would Be So Nice
1968. március 12-én jelent meg a Pink Floyd negyedik kislemeze, az It Would Be So Nice. Ez volt a zenekar második kislemezen megjelent dala, amit Richard Wright írt. Amíg nem jelent meg a The Early Singles című album az 1992-es Shine On című díszdobozos kiadvány részeként, a dal csak a Masters of Rock című válogatáson volt elérhető.
A dal általános vélekedés szerint a Pink Floyd egyik legrosszabb kislemeze. Megírását csak a szükség vezérelte, mivel Syd Barrett nem volt többé a zenekar aktív tagja. Megjelenése után a zenekar és a rajongók egyaránt elfeledkeztek a dalról.

## Idézet
Syd Barrett távozása után a Pink Floyd először Rick Wright alig vállalható dalát, az It Would Be So Nice-t vette fel. Popos-pszichedelikus hangzása, erőltetett könnyedsége – ami a Holliest, a Monkeest és más „slágergyárosokat” idézi – biztosította, hogy a brit slágerlisták közelébe se érjen. Ahogy Roger Waters később elmondta, senki sem vette meg, mert olyan csapnivaló volt. Ám Waters próbálkozásai sem bizonyultak sikeresebbnek. A kislemez B-oldala, a Julia Dream ugyanazt a problémát hangsúlyozta: bár a zenekar a Syd Barrett által kitaposott utat akarta járni, próbálkozásaik reménytelenül gyengék voltak.
Iszonyú gáz.

## Közreműködők
- Richard Wright – ének, billentyűs hangszerek
- David Gilmour – gitár, vokál
- Roger Waters – basszusgitár, vokál
- Nick Mason – dob, ütőhangszerek

### Produkció
- Norman Smith – producer